# Não Deixe o Samba Morrer
"Não deixe o samba morrer" é um samba composto por Edson Conceição e Aloísio Silva. Foi gravado em 1975 pela cantora Alcione, que ganharia as paradas de sucesso no início do ano seguinte com essa canção, faixa de seu primeiro álbum de estúdio A Voz do Samba.